# Le Domino vert
Pour plus de détails, voir Fiche technique et Distribution.
Le Domino vert est un film franco-allemand réalisé par Henri Decoin et Herbert Selpin en 1935.
Une version allemande est tournée en parallèle sous le titre Der grüne Domino par Herbert Selpin, avec dans les principaux rôles Brigitte Horney, Karl Ludwig Diehl, Theodor Loos, Margarete Schön.

## Synopsis
Comme elle est sur le point de se marier, la belle et riche Hélène de Richemond prend connaissance d'une lettre de sa mère que lui remet l'exécuteur testamentaire de cette dernière. Elle y apprend que son père est un certain Henri Bruquier, condamné à 25 ans de prison pour meurtre et qu'il est toujours en vie.
L'action se déroule ensuite vingt ans auparavant lorsque ses parents, Henri Bruquier et Marianne, se rencontrèrent. Son père était marié avec une femme volage et cupide, Lily, dont il voulait divorcer et qui est assassinée. Henri Bruquier s'accuse du crime et est condamné. Marianne qui attend un enfant d'Henri accepte d'épouser de Richemond.
Hélène mène une enquête qui la conduit à découvrir le coupable et innocenter son père.

## Fiche technique
- Titre : Le Domino vert
- Titre anglais : The Green Domino
- Réalisation : Henri Decoin et Herbert Selpin
- Superviseur : Raoul Ploquin
- Scénario : Harald Bratt et Emil Burri, d'après la pièce "L'affaire Classen" de Erich Ebermayer
- Dialogue : Marcel Aymé
- Directeur de la photographie : Otto Baecker et Günther Rittau
- Musique : Gottfried Huppertz et Walter Schütze
- Enregistrement sonore : Klangfilm
- Photographe de plateau : Horst von Harbou
- Décors : Otto Hunte et Willy Schiller
- Tourné aux studios UFA de Berlin (Allemagne)
- Producteur : Alfred Greven
- Production : Universum Film A.G. (UFA)
- Distribution : L'Alliance Cinématographique Européenne (A.C.E.)
- Pays : France / Troisième Reich
- Langue : français
- Genre : Drame
- Format : pellicule 35 mm - noir et blanc - 1,37:1 - son mono
- Durée : 84 minutes
- Dates de sortie : 27 décembre 1935 en France

## Distribution
- Danielle Darrieux : Hélène de Richemond / Marianne de Richemond, sa mère
- Charles Vanel : Nebel, le sculpteur amoureux de Lily
- Maurice Escande : Henri Bruquier, époux de Lily et amant de Marianne
- Daniel Lecourtois : Maitre Naulin, l'avocat
- Marcel Herrand : Monsieur de Richemond, le soupirant de Marianne
- Jany Holt : Lily Bruquier, la femme d'Henri
- Henri Beaulieu : Monsieur de Fallec, l'oncle d'Hélène
- Marcelle Géniat : Mademoiselle de Fallec, la tante d'Hélène
- André Burgère : Robert Zamietti, le soupirant d'Hélène
- Henri Guisol : Max Pérez, un soupirant de Lily
- Georges Douking : Hubert, le valet de chambre de Bruquier
- Henry Bonvallet : Maître Laurent, l'avocat
- Lucien Dayle : Le chansonnier au cabaret
- Jeanne Pérez : Thérèse, la femme de chambre de Bruquier
- Georges Prieur : Le juge
- Andrée Lindia : La chanteuse au cabaret